# Angyal Géza
Angyal Géza (Körmöcbánya, 1888. december 24. – Körmöcbánya, 1956. szeptember 23.) szlovákiai magyar festő és grafikus. Angyal Béla fia.

## Élete
Édesapja Angyal Béla volt.
1906-1911 között a pesti Képzőművészeti Főiskolán tanult. 1910-ben rajztanári oklevelet szerzett. 1913-ban Hollósy Simonnál tölt fél évet Münchenben. 1914-től a besztercebányai Állami Fémmegmunkáló Szakközépiskolában tanít. 1919-ben visszatér Körmöcbányára és mint szabadfoglalkozású képzőművész tevékenykedik. 1922-ben és 1928-ban Olaszországi tanulmányutat tett. 1925-ben és 1931-ben rövid időt töltött Párizsban is.
1926-ban a párizsi Société nationale des Beaux-arts tiszteletbeli tagja lett. A pozsonyi Csehszlovákiai Magyar Tudományos, Irodalmi és Művészeti Társaság tagja volt. 1920-tól a Képzőművészek Szlovákiai Egyesületének (Jednota výtvarných umelcov Slovenska), a pozsonyi Képzőművészeti Társaságnak (Umelecký spolok), a prágai Képzőművészek Szindikátusának (Syndikát výtvarných umělců), valamint a kassai Kazinczy Társaság tagja.

## Művészete
Művészetében megjelenik a humanizmus és a szociális együttérzés. Első sikereit mint grafikus élte. Műveiben gyakran foglalkozott a munka kérdéskörével, különösképpen a bányászok munkájával. Ilyen művei közé tartoznak: Bányászok (1920), Két bányász (1926), Bányászok jönnek a munkából (1930). Besztercebányai tartózkodása alatt a város régi udvarairól, vásárairól és piacairól készített vázlatokat, rajzokat és festményeket. A tájképfestészetének egyik fő témája szülővárosa, Körmöcbánya volt. A háború éveire reagál a Menekülés (1941) című festményével, melyen az égő Körmöcbánya képét festi meg. A második világháború után a politikai életbe is bekapcsolódott, plakátokat festett és visszatért a bányász témához. Műalkotásainak jelentős részét nagyszabású képei alkotják. Művei megtalálhatók a pesti Szépművészeti Múzeumban, a prágai Nemzeti Galériában (Národní galéria), a pozsonyi Szlovák Nemzeti Galériában és a kerületi galériákban, valamint múzeumokban.